# Вестмер (Нью-Йорк)
Вестмер (англ. Westmere) — переписна місцевість (CDP) в США, в окрузі Олбані штату Нью-Йорк. Населення — 7560 осіб (2020).

## Географія
Вестмер розташований за координатами 42°41′18″ пн. ш. 73°52′25″ зх. д. / 42.68833° пн. ш. 73.87361° зх. д. (42.688229, -73.873543).  За даними Бюро перепису населення США в 2010 році переписна місцевість мала площу 8,24 км², з яких 8,21 км² — суходіл та 0,03 км² — водойми.

## Демографія
Згідно з переписом 2010 року, у переписній місцевості мешкали 7284 особи в 3196 домогосподарствах у складі 1880 родин. Густота населення становила 884 особи/км².  Було 3375 помешкань (410/км²).
Расовий склад населення:
| - 82,5 % — білих - 10,8 % — азіатів - 4,0 % — чорних або афроамериканців - 0,1 % — вихідців з тихоокеанських островів - 0,1 % — корінних американців |

До двох чи більше рас належало 1,9 %. Частка іспаномовних становила 3,1 % від усіх жителів.
За віковим діапазоном населення розподілялося таким чином: 20,0 % — особи молодші 18 років, 63,6 % — особи у віці 18—64 років, 16,4 % — особи у віці 65 років та старші. Медіана віку мешканця становила 41,8 року. На 100 осіб жіночої статі у переписній місцевості припадало 94,8 чоловіків;  на 100 жінок у віці від 18 років та старших — 93,8 чоловіків також старших 18 років.
Середній дохід на одне домашнє господарство  становив 95 590 доларів США (медіана — 71 949), а середній дохід на одну сім'ю — 118 377 доларів (медіана — 99 594). Медіана доходів становила 67 250 доларів для чоловіків та 46 190 доларів для жінок. За межею бідності перебувало 10,1 % осіб, у тому числі 11,0 % дітей у віці до 18 років та 2,6 % осіб у віці 65 років та старших.
Цивільне працевлаштоване населення становило 3736 осіб. Основні галузі зайнятості: освіта, охорона здоров'я та соціальна допомога — 24,8 %, науковці, спеціалісти, менеджери — 14,1 %, роздрібна торгівля — 12,7 %.